# Ekoeffekten
Ekoeffekten är en reklamkampanj för Coop som baserades på en undersökning av IVL Svenska Miljöinstitutet. Den riktades till småbarnsfamiljer 2015–2016 och hävdade att bekämpningsmedel i kroppen minskar av att äta ekologisk mat.
Kampanjen vann 2016 ett Grand Prix i Cannes Lions. 2017 förbjöds Coop av Patent- och marknadsdomstolen att använda kampanjen då flera påståenden inte var belagda.

## Innehåll
En familj med två vuxna och tre barn åt icke-ekologisk mat i en vecka och därefter ekologisk mat i två veckor, samtidigt som de dagligen lämnade urinprov.

## Dom i Patent- och marknadsdomstolen
Svenskt Växtskydd ifrågasatte kampanjen och stämde Coop för marknadsföringen som slutade i att Coop i juli 2017 av Patent- och marknadsdomstolen förbjöds att, mot ett vite om 1 miljon kronor, att använda sig reklamfilmerna "Ekoeffekten", "The Organic Effect", "Amelia testar ekoeffekten", samt liknande framställningar i marknadsföring av livsmedel. Coop fick inte heller hävda att: "Undersökningen visar att om man väljer ekologisk mat kan man minska halten av bekämpningsmedel i kroppen", "Ekologisk mat odlas utan kemiska bekämpningsmedel", "Vi äter insektsmedel" eller "Halten av bekämpningsmedel i Amelias urin minskade i snitt med 72 % efter de två veckorna med en rakt igenom ekologisk meny". Detta eftersom formuleringarna "kan ge intryck av att ekologiskt odlade livsmedel är bättre och medför färre risker ur hälsosynpunkt än konventionellt odlade livsmedel". Coop fick inte använda sig av dessa formuleringar innan de först visat att de var sanna. Coop sade att de inte hade försökt skrämma, mörka eller förvränga och inte heller överdriva eller vilseleda.

## Priser och utmärkelser
Kampanjen, som togs fram av Forsman & Bodenfors och ACNE Productions, gjorde ett stort avtryck och vann 2016 ett Grand Prix i Cannes Lions.